# Bloodline (film 2013 Thompson)
Bloodline è un film del 2013 diretto e interpretato da Matt Thompson.

## Distribuzione
Il trailer è stato diffuso online il 10 settembre 2013. Il film è uscito negli Stati Uniti il 27 settembre 2013.